# جوش باول (عازف باس)
جوش باول (بالإنجليزية: Josh Paul)‏ هو عازف باس أمريكي، ولد في 13 يونيو 1977 في لوس أنجلوس في الولايات المتحدة.

## وصلات خارجية
- جوش باول على موقع ميوزك برينز (الإنجليزية)
- جوش باول على موقع ديسكوغز (الإنجليزية)